# ساحة الشعب
ساحة الشعب في مسقط: هي الاسم الذي أطلقه الشبان المعتصمون على الواجهة الأمامية لمجلس الشورى في حي الخوير بالعاصمة العُمانية مسقط أثناء الاحتجاجات التي حدثت في عُمان مطلع عام 2011 م. حيث اتخذوا هذه الساحة مكانا للاعتصام فنصبوا فيها خيامهم مطالبين بإصلاحات سياسية.
وقد تحول أسلوب الاعتصام فيها إلى شكل أقرب إلى أركان النقاش في نمط مغاير للأسلوب التقليدي للاحتجاجات التي اقترنت بالهتافات واللافتات التي يحملها المحتجون.

## النشاطات في الساحة
تضمنت الاعتصامات في الساحة عدداً من الخطب والكلمات يتبادل المشاركون فرص إلقائها من فوق كرسي اتخذوه كمنبر. كما أقام المعتصمون صلاة الغائب على أرواح ضحايا مظاهرات صحار دون تحديد للعدد. وثبتوا على أطراف الساحة لوحات على زاوية قائمة، ودونوا عليها مطالبهم إلى جانب مطلب الاعتذار لأسر الضحايا. ومن ضمن محتويات تلك اللوحات نماذج صور لأكواخ قديمة مكتوب عليها «لا نريد مثل هذه الصور في عمان»، في إيماءة إلى مطالبهم الرامية إلى محاربة الفقر وتعزيز الضمان الاجتماعي وتحقيق العدالة الاجتماعية وغيرها من المطالب ذات الصبغة الاقتصادية والاجتماعية، مع وجود واضح لصورة السلطان قابوس بن سعيد والعلم العماني بالساحة.
كما رفع المحتجون لافتات ضخمة ليراها الوزراء (حيث يوجد عدة وزارات في الساحة) تطالب بالقضاء على الفساد وبضرورة محاسبة الوزراء، وتذكرهم بأن المحتجين ما زالوا بلا عمل.
يذكر أن هذه الأحداث لم تشهد تغطية إعلامية مثلما حصل مع ثورات الربيع العربي.

## منتدى ساحة الشعب
بنا المحتجون العمانيون أمام مجلس الشورى بمسقط مسرحا متنقلا من المواد البسيطة، ليقيموا على خشبته يوميا منتديات مثاقفة متنوعة يتناولون فيها مختلف الموضوعات والقضايا، مستعينين بمن يستجيب لدعوتهم للتحدث إليهم من المختصين والتكنوقراط في مختلف التخصصات. وناقشت هذه المنتديات موضوعات كقضايا التعليم والمناهج التربوية والواقع الاقتصادي والتأثيرات المتوقعة للزيادات الأخيرة في المرتبات وانعكاساتها المتوقعة على السوق وغيرها من الجوانب الاقتصادية. وكذلك موضوع التعددية الفكرية وكيفية قبول الآخر، وأكد المتحدثون على أهمية أن تتحاور الرؤى والأفكار وترويض النفس على تقبل وجهات النظر الأخرى مهما كانت مختلفة.